# Nicolas-Hercule d'Espinay-Beaugroult
Nicolas-Hercule, marquis d'Espinay-Beaugroult (v. 1674-Brest, 4 janvier 1752), est un officier de marine français.

## Biographie
Issu d'une famille de noblesse normande, chevalier de Malte, il entre aux gardes-marine en avril 1692 et sert en Méditerranée sur les côtes italiennes puis participe aux sièges de Rosas, de Palamos et de Barcelone en 1694. 
En 1696, il embarque sur la Joyeuse dans la Manche puis passe en 1700 sur la Gaillarde et sert à Saint-Domingue et, en 1702, sur l'Heureux dans l'escadre de Du Casse avec laquelle il participe à la bataille de Santa Marta. 
Enseigne de vaisseau (juin 1703), il se bat à Vélez-Málaga sur l'Éclatant le 24 août 1704 lors du siège de Gibraltar puis participe au siège de Barcelone sur l'Invincible. 
Lieutenant de vaisseau (novembre 1705), il prend part à la lutte contre les rebelles de Minorque (1706-1707) puis sert à terre à Toulon et en Languedoc (1709-1711). 
En novembre 1712, il est promu capitaine de frégate et embarque sur le Téméraire dans l'escadre de Jacques Cassard où il se fait remarquer pendant les attaques de Santiago dans les îles du Cap-Vert puis de Surinam et de Curaçao (1712-1713). Il sert ensuite, en 1716, sur la Victoire contre les corsaires de Salé et, sur l' Amazone, sur les côtes africaines, capture trois interlopes anglais (1717-1718). 
En 1721, sur la Protée, il est chargé de conduire l'ambassadeur de France à Constantinople. Nommé capitaine de vaisseau en mars 1727, il sert sur le Content à Saint-Domingue, sur le Lys en Méditerranée (1729) puis commande en 1731 la Parfaite à Saint-Domingue. 
En 1734-1735, il commande le Content à Brest puis, en 1740, l'Ardent dans l'escadre de d'Antin, envoyée aux Antilles. Au large du cap Tiburon à Saint-Domingue, il repousse le 18 janvier 1741 à deux reprises une division anglaise qui l'avait attaqué en pleine paix. 
Chef d'escadre (janvier 1745), il est le commandant du Lys dans l’escadre de Roquefeuil puis du Neptune et du Fleuron et fait campagne à Saint-Domingue où il prend deux navires britanniques. Alors qu'il escorte un convoi durant le retour, il parvient à échapper aux ennemis. 
Lieutenant général (mai 1751), il meurt à Brest le 4 janvier 1752.